# Есперантист
Есперантист (есп. esperantisto) — той, хто користується мовою есперанто; спеціаліст із есперанто.
Перше визначення слова есперантист було зафіксовано 1905 року п'ятим параграфом Булоньської декларації: «Есперантистами називається будь-яка людина, що знає мову есперанто і користується нею, попри те, для яких цілей він її використовує. Належність до якої-небудь есперанто-спільноти рекомендована кожному есперантистів, але не обов'язкова».
Хоча визначення Булоньської декларації є загальновідомим в есперанто-співтоваристві, його розділяють не всі есперантисти: зокрема класик есперантської поезії Юліо Баги (1891—1967) заявив: «Бути есперантистом означає не тільки знати мову. Це призначення. Місія. Прагнення до кращого світу. Справжнім есперантистом не стають, а народжуються, і есперантистом можна бути до початку вивчення мови».
Есперантистами були вісім Нобелівських лауреатів, зокрема: Ольд Вільям, Роберт Сесіл, Даніеле Бове, Вільгельм Оствальд, Райнгард Зелтен.
Серед українських есперантистів: Аміс Євгенія, Єрошенко Василь Якович, Волощак Андрій Васильович, Галайчук Ігор Йосифович, Гарнет Володимир, Гордієнко-Андріанова Надія Миколаївна, Ковтонюк Євген Миколайович, Коломиєць Авенір, Красюк Микола Ігорович, Кривецький Микола Миколайович, Кузьма Орест, Лукаш Микола Олексійович, Михальський Євген Йосипович, Паливода Петро Семенович, Паюк Віктор Борисович, Тернавський Михайло Якович, Топоров Адріан Митрофанович, Юрків Михайло та ін. (див. Українські есперантисти).

## Газета «Есперантист»
Перше періодичне видання на есперанто називалося «La Esperantisto» (укр. есперантист; 1889).